# Реваз Міндорашвілі
Реваз Міндорашвілі  (груз. რევაზ მინდორაშვილი, 1 липня 1976) — грузинський борець вільного стилю, чемпіон світу та Європи, олімпійський чемпіон.

## Виступи на Олімпіадах
| Змагання                    | Збірна | Вагова категорія          | Місце  |
| --------------------------- | ------ | ------------------------- | ------ |
| Літні Олімпійські ігри 2004 | Грузія | вільна боротьба, до 84 кг | 13     |
| Літні Олімпійські ігри 2008 | Грузія | вільна боротьба, до 84 кг | Золото |

## Виступи на Чемпіонатах світу
| Змагання                        | Збірна | Вагова категорія          | Місце  |
| ------------------------------- | ------ | ------------------------- | ------ |
| Чемпіонат світу з боротьби 2001 | Грузія | вільна боротьба, до 76 кг | 7      |
| Чемпіонат світу з боротьби 2002 | Грузія | вільна боротьба, до 84 кг | 6      |
| Чемпіонат світу з боротьби 2003 | Грузія | вільна боротьба, до 84 кг | Бронза |
| Чемпіонат світу з боротьби 2005 | Грузія | вільна боротьба, до 84 кг | Золото |
| Чемпіонат світу з боротьби 2006 | Грузія | вільна боротьба, до 84 кг | Срібло |
| Чемпіонат світу з боротьби 2007 | Грузія | вільна боротьба, до 84 кг | 30     |

## Виступи на Чемпіонатах Європи
| Змагання                         | Збірна | Вагова категорія          | Місце  |
| -------------------------------- | ------ | ------------------------- | ------ |
| Чемпіонат Європи з боротьби 1999 | Грузія | вільна боротьба, до 76 кг | 13     |
| Чемпіонат Європи з боротьби 2001 | Грузія | вільна боротьба, до 76 кг | 8      |
| Чемпіонат Європи з боротьби 2002 | Грузія | вільна боротьба, до 84 кг | Бронза |
| Чемпіонат Європи з боротьби 2003 | Грузія | вільна боротьба, до 84 кг | Золото |
| Чемпіонат Європи з боротьби 2004 | Грузія | вільна боротьба, до 84 кг | Срібло |
| Чемпіонат Європи з боротьби 2005 | Грузія | вільна боротьба, до 84 кг | 5      |
| Чемпіонат Європи з боротьби 2006 | Грузія | вільна боротьба, до 84 кг | 18     |
| Чемпіонат Європи з боротьби 2008 | Грузія | вільна боротьба, до 84 кг | Срібло |

## Виступи на Кубках світу
| Змагання                    | Збірна | Вагова категорія          | Місце |
| --------------------------- | ------ | ------------------------- | ----- |
| Кубок світу з боротьби 2007 | Грузія | вільна боротьба, до 84 кг | 5     |

## Виступи на інших змаганнях
| Змагання                                                      | Збірна | Вагова категорія          | Місце |
| ------------------------------------------------------------- | ------ | ------------------------- | ----- |
| Чемпіонат світу з боротьби серед студентів 1998               | Грузія | вільна боротьба, до 76 кг | 4     |
| Олімпійський кваліфікаційний турнір з боротьби 2000 (Мінськ)  | Грузія | вільна боротьба, до 76 кг | 13    |
| Олімпійський кваліфікаційний турнір з боротьби 2000 (Лейпциг) | Грузія | вільна боротьба, до 76 кг | 11    |